# Albertopolis

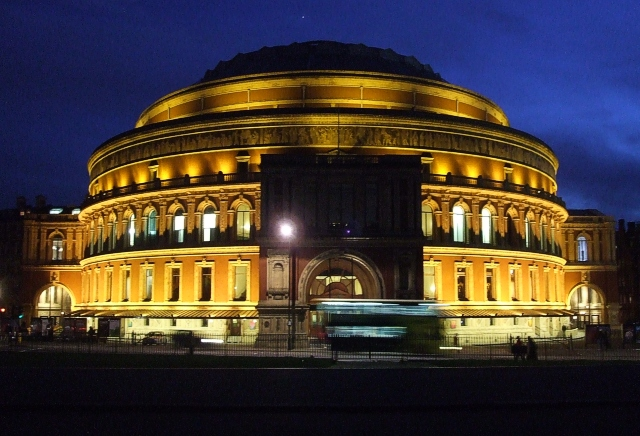
Le Royal Albert Hall, de nuit

Albertopolis est le nom communément donné à une fraction du district de South Kensington, à Londres. Centrée sur Exhibition Road, la zone doit son nom à l'influence culturelle décisive qui y a été exercée par le prince Albert de Saxe-Cobourg-Gotha (1819-1861), mari de la reine Victoria (1819-1901) et prince consort du Royaume-Uni. Elle recèle de fait une quantité importante de musées et d'établissement éducatifs, dont le Victoria and Albert Museum. 

## Histoire et aspects

### Origines
Acquise sur décision du prince Albert au début de la seconde moitié du XIXe siècle, la zone qui voit la progressive émergence du futur quartier d'Albertopolis fait suite à l'Exposition universelle de 1851, dont les visées progressistes et modernistes, comprenant une extension massive de la science, de l'industrie et de l'art, souhaitaient être poursuivies à plus long terme sur un lieu concret. Initialement composée de terres agricoles, la zone est rachetée l'année même de l'Exposition (grâce à l'ampleur des recettes) par la Commission royale qui en a la charge et correspond à 80 acres de terres, soit près de 30 hectares et 320 000 mètres carrés. Albert y encourage de fait la construction de musées et d'établissements éducatifs, dont il ne verra cependant pas l'aboutissement,,. 
Le nom d'Albertopolis apparait à cette époque et revêt essentiellement un caractère satirique, en référence à l'importante influence exercée par le prince consort, parfois jugée néfaste par ses détracteurs. Le terme tombe néanmoins en désuétude après sa mort, au profit de simples appellations comme South Kensigton ou Coleville. Il faut attendre les années 1960 pour qu'il soit réemployé de nouveau, essentiellement à l'initiative des historiens de l'architecture souhaitant préserver le quartier de toute démolition. Entré dans les mentalités, le terme connaît une nouvelle consécration en 2011 lors d'une grande exposition consacrée au développement de South Kensigton et Exhibition Road (Albertopolis : The Development of South Kensington and the Exhibition Road Cultural Quarter) au Victoria and Albert Museum,. 

### Organisation
L'établissement même du quartier répond à des caractéristiques géométriques précises, rarement visibles en son sein, mais apercevables en hauteur, notamment depuis la Queen's Tower (1887) dont l'accès est cependant extrêmement régulé. Il existe de fait un axe central entre les jardins de Kensigton au nord, inclus dans la zone d'Albertopolis, et le portail central de la façade sud du musée d'histoire naturelle de Londres.

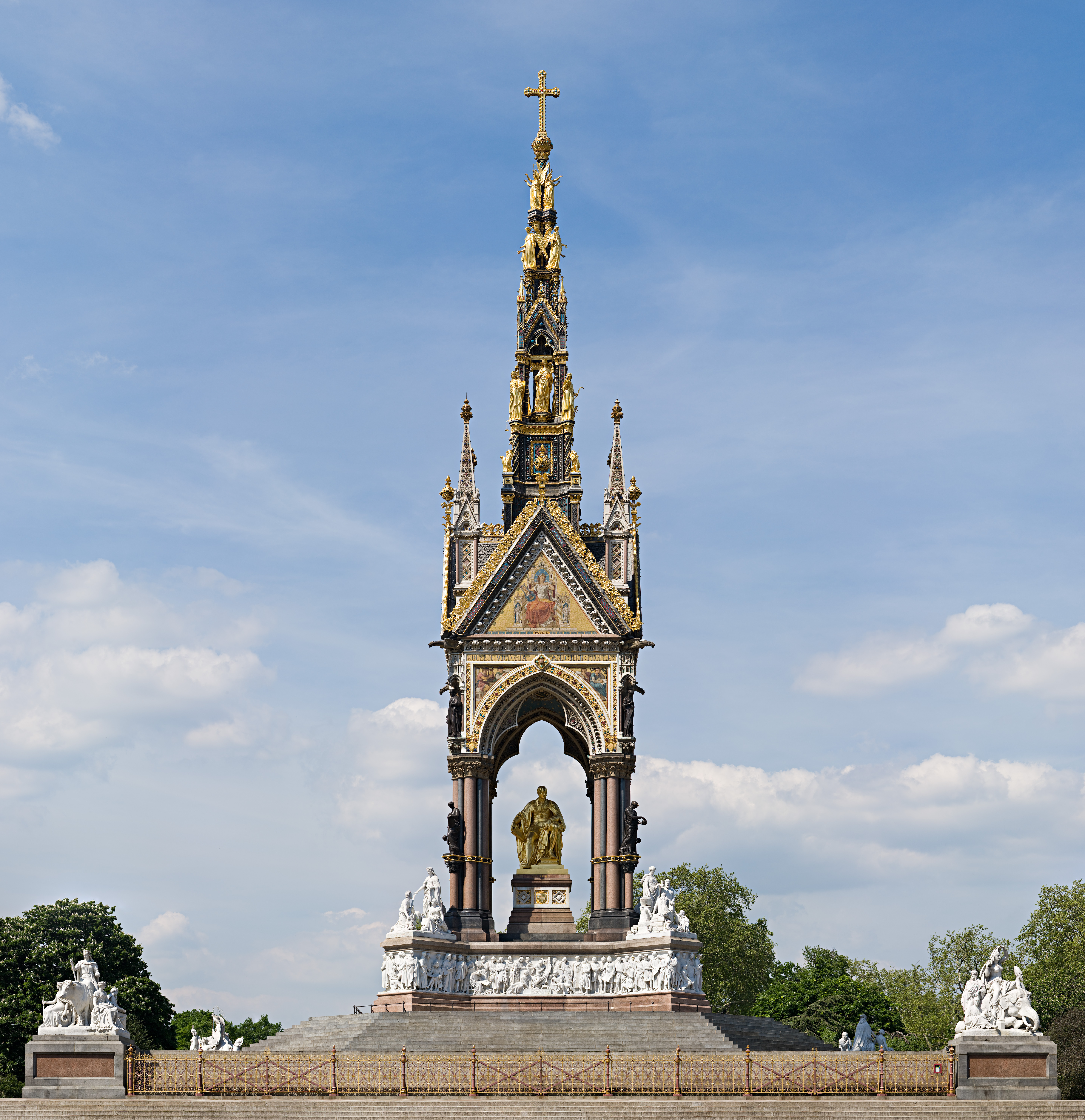
L'Albert Memorial, à la mémoire d'Albert de Saxe-Cobourg-Gotha, qui se veut également une affirmation de la puissance britannique

Le quartier jouit d'une station de métro, dont le tunnel en mosaïque souterrain (construit en 1885) longe Exhibition Road. Facilitant grandement l'accès aux divers musées, il est possible de l'emprunter gratuitement depuis 1908.

### Mémoire du prince Albert
Plusieurs monuments rendent hommage au rôle culturel majeur tenu par le prince dans la zone qui porte désormais son nom. Outre le Victoria and Albert Museum, le plus emblématique reste l'Albert Memorial, conçu dans un style néogothique par l'architecte George Gilbert Scott (1811-1878) et situé dans les jardins de Kensigton. Définitivement achevé en 1875 (avec la pose de la statue du défunt prince consort), il fait 53 mètres de hauteur et se veut une représentation marquante de la puissance britannique, puissance qui serait agrémentée d'une dimension religieuse, si l'on s'en réfère au baldaquin surmonté d'une croix venant protéger la statue en or d'Albert,. 
Une autre statue est visible devant le Royal Albert Hall, dédiée au souvenir de l'Exposition universelle de 1851. Conçue par le sculpteur Joseph Durham (1814-1877), elle est posée en 1863 et probablement inaugurée l'année même (Memorial to the Great Exhibition).

## Institutions
Voici ici un recensement exhaustif des institutions situées à Albertopolis. On y distingue les musées des établissements éducatifs ainsi que des monuments. 

### Musées
- Le Victoria and Albert Museum
- Le musée d'histoire naturelle de Londres (Natural History Museum)
- Le musée de la science (Science Museum)
- Le centre Ismaili (Ismaili Center)

### Établissements éducatifs et instituts
- L'Imperial College London
- Le Royal College of Art
- Le Royal College of Music
- Le Royal College of Organists (de 1904 à 1991)
- La Royal School of Naval Architecture (de 1864 à 1873)

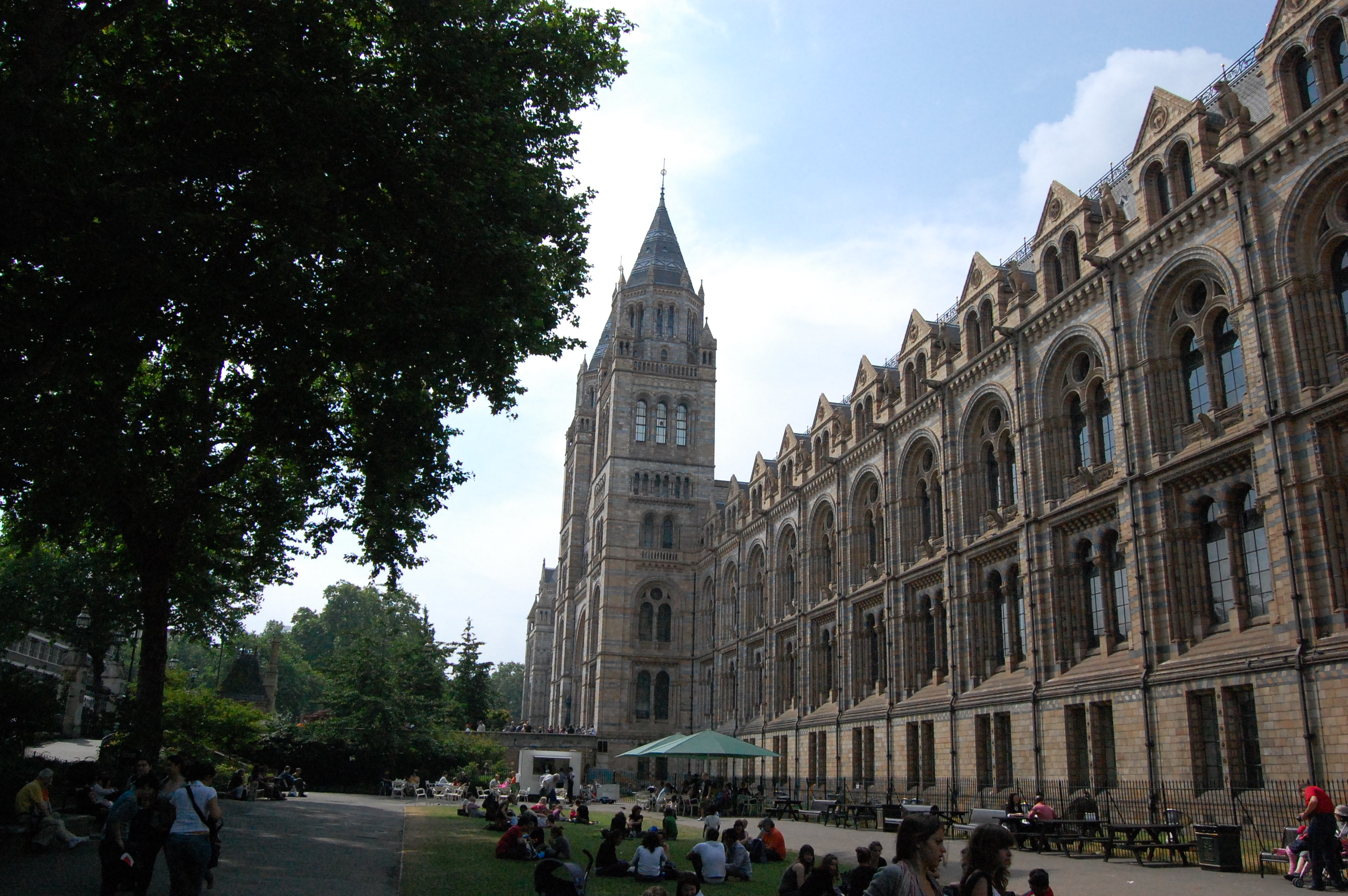
Le musée d'histoire naturelle de Londres

- Le musée d'histoire naturelle de LondresLa Royal School of Needlework (de 1903 à 1987)
- Le Commonwealth Institute, succédant à l'Imperial Institute (de 1893 à 1962)

### Monuments
- Le Royal Albert Hall
- L'Albert Memorial
- La Queen's Tower
- Le Memorial to the Great Exhibition